# یولیا ماناگارووا
یولیا ماناگارووا (روسی: Юлия Анатольевна Манагарова؛ IPA: [ˈjʉlʲɪɪ̯ə mənɐˈɡarəvə]؛ زادهٔ ۲۷ سپتامبر ۱۹۸۸) بازیکن هندبال زن اهل روسیه است.